# Der Standard
Der Standard je rakouský deník vycházející ve Vídni. Jeho orientace bývá označována za středolevou nebo sociálně-liberální. Roku 1988 ho založil rakouský nakladatel Oscar Bronner, jakožto periodikum s ekonomickým zaměřením. Záhy do deníku majetkově vstoupila německá vydavatelská korporace Axel Springer, vlastnila 50 procent akcií, avšak v roce 1995 svůj podíl prodala, takže deník nadále vlastní rodina Bronnerova (přesněji 41 % akcií vlastní rodina, 10 % sám otec zakladatel Oskar Bronner). Der Standard bývá označován jako jeden ze čtyř celostátních seriózních deníků v Rakousku - spolu s tiskovinami Salzburger Nachrichten, Die Presse a Wiener Zeitung. Navzdory svému celostátnímu zaměření pro něj však byla dlouho typická jistá lokální zaměřenost na Vídeň. To se změnilo až se založením spolkových redakcí (v současnosti funguje štýrská, hornorakouská a korutanská) a regionálních sekcí. Deník je často citován v zahraničí jako reprezentant rakouského tisku. V roce 2013 se jeho prodaný náklad pohyboval okolo 83 tisíc výtisků, podle výzkumu z roku 2007 měl 352 000 čtenářů. Je zdaleka nejčtenějším deníkem mezi Rakušany s vysokoškolským vzděláním. Ve svém etickém kodexu zdůrazňuje jasné oddělení zpráv a komentářů či právo na soukromí. Od roku 2005 Der Standard spolupracuje s The New York Times a v pondělí vydává výběr článků z tohoto amerického deníku pod titulem The New York Times International Weekly jakožto šestistránkovou přílohu (v angličtině).